# Перша столична команда
Перша столична команда (порт. Primeiro Comando da Capital або PCC або 1533) — кримінальне угруповання з бразильського міста Сан-Паулу. Відповідно до звіту Бразильського уряду від 2012 року, PCC є найбільшою злочинною організацією в країні, налічуючи 13 000 членів, з яких 6000 перебувають у в'язниці. Банда діє щонайменше у 22 з 27 штатів Бразилії, а також в Перу, Венесуелі, Еквадорі, Парагваї, Болівії та США і займається зокрема наркоторгівлею та дорожніми грабунками.
Виникла на початку 1993 року з восьми в'язнів, що вижили в кривавому придушенні бунту в жовтні 1992 року, коли загинуло 111 осіб. Банда позиціонує себе як братство і як своєрідна профспілка ув'язнених, що борються за пом'якшення виправної системи Бразилії. Назва пов'язана з симпатіями її членів до футболу. Символом банди є китайський знак Інь-янь. Лідером банди є авторитет «Маркола» (Marcos Wilian Herbas Camacho). В лютому 2001 року банда влаштувала бунти в 20 тюрмах, використавши мобільні телефону для координації своїх дій. 12 травня 2006 року влаштували бунт у Сан-Паулу, що призвів до загибелі 140 людей і до спалення «коктейлями Молотова» 70 автобусів.

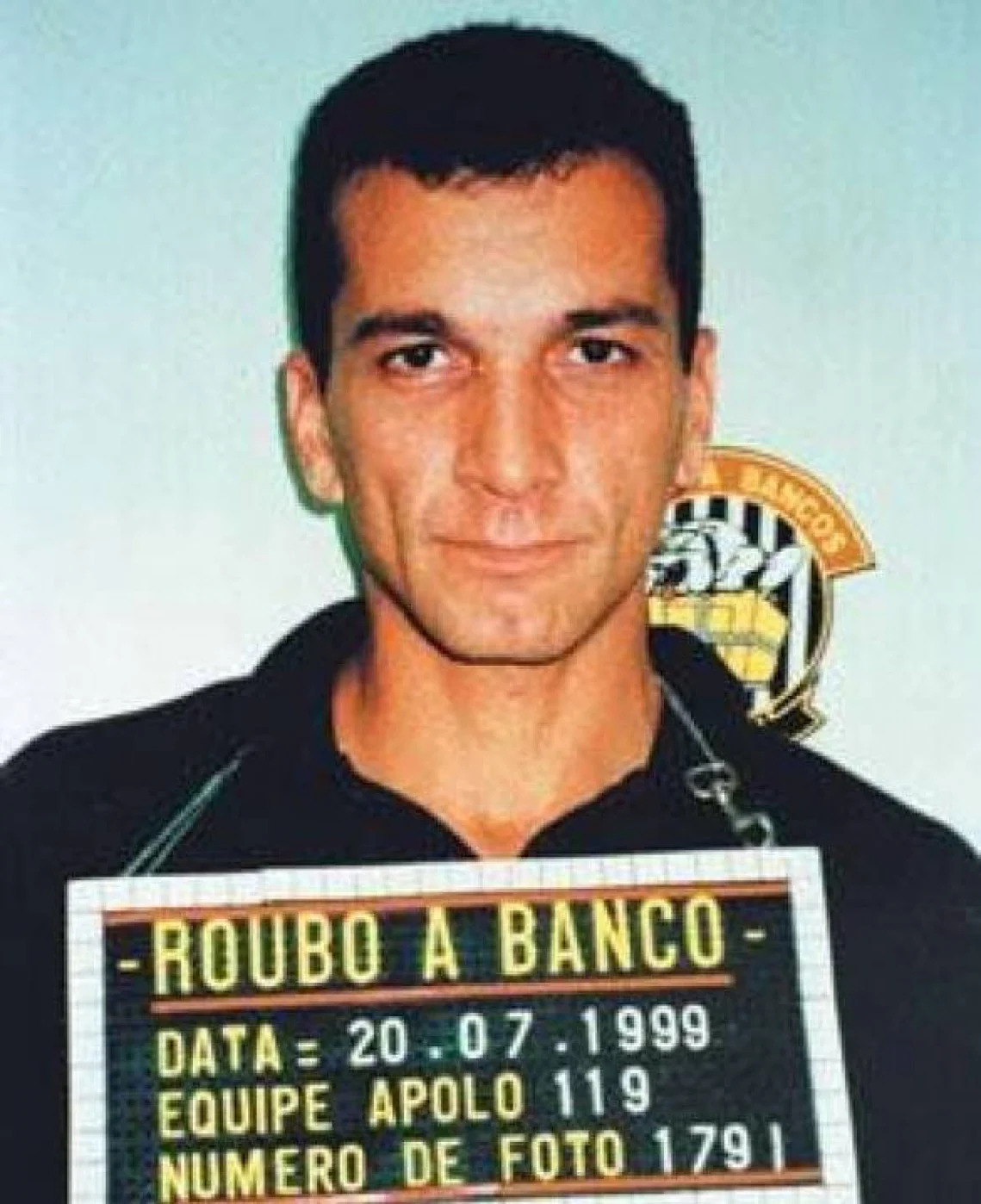